# 劉軌思
刘轨思，南北朝东魏、北齐儒生，渤海（今河北省南皮县北）人。
劉軌思讲说《诗经》非常精妙。年轻时师事同郡刘敬和，刘敬和师事同郡程归则，所以他的家乡很多人研究《诗经》。刘轨思在北齐天统年间担任国子博士。